# Малгазот (Болцано)
Малгазот је насеље у Италији у округу Болцано, региону Трентино-Јужни Тирол.
Према процени из 2011. у насељу је живело 74 становника. Насеље се налази на надморској висини од 1341 м.